# Maganza
I Maganza furono una famiglia di pittori vicentini, i cui membri furono valenti artisti dalla metà del XVI secolo alla metà del successivo.
Il capostipite della famiglia fu Giambattista il Vecchio, detto Magagnò, collaboratore ed amico intimo di Andrea Palladio e legato ai circoli più colti della città ed ai modi pittorici del Veronese e di Giovanni Battista Zelotti.
Il successo della famiglia si deve al figlio Alessandro che ebbe come collaboratori i figli Giambattista, Marcantonio, Girolamo e Vincenzo. Le opere dell'impresa familiare sono presenti non solo a Vicenza, ma anche a Padova, Bergamo e Brescia; i Maganza si inseriscono in un'area eclettica del tardo manierismo, che soddisfa appieno le esigenze devozionali della committenza provinciale.